# Пашовиці
Пашовіце (пол. Paszowice, нім. Poischwitz) — село в Польщі, у гміні Пашовиці Яворського повіту Нижньосілезького воєводства. Населення — 1351 особа (2011).
У 1975—1998 роках село належало до Легницького воєводства.

## Демографія
Демографічна структура станом на 31 березня 2011 року:
|          | Загалом | Допрацездатний вік | Працездатний вік | Постпрацездатний вік |
| -------- | ------- | ------------------ | ---------------- | -------------------- |
| Чоловіки | 698     | 123                | 494              | 81                   |
| Жінки    | 653     | 109                | 384              | 160                  |
| Разом    | 1351    | 232                | 878              | 241                  |

## Галерея

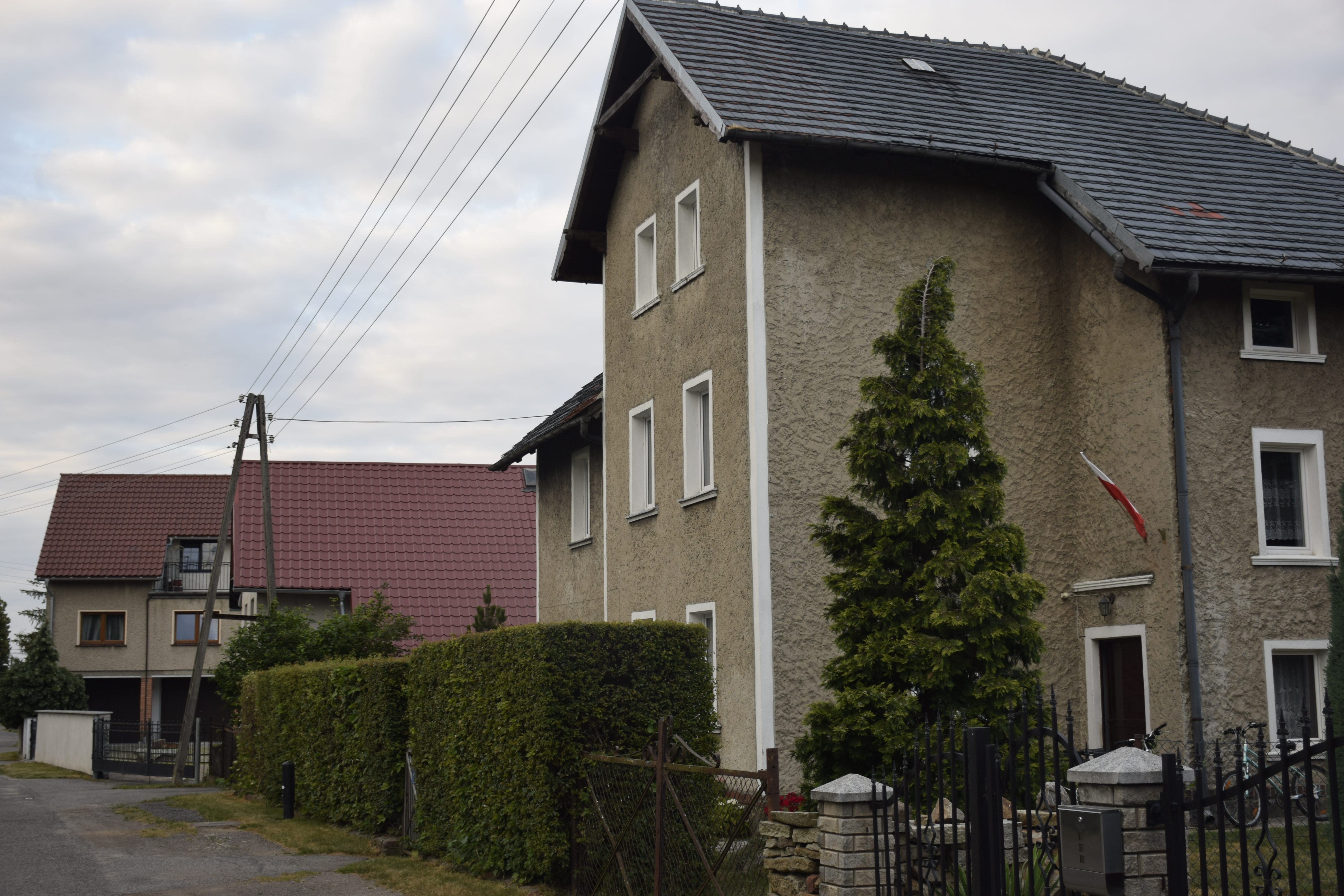
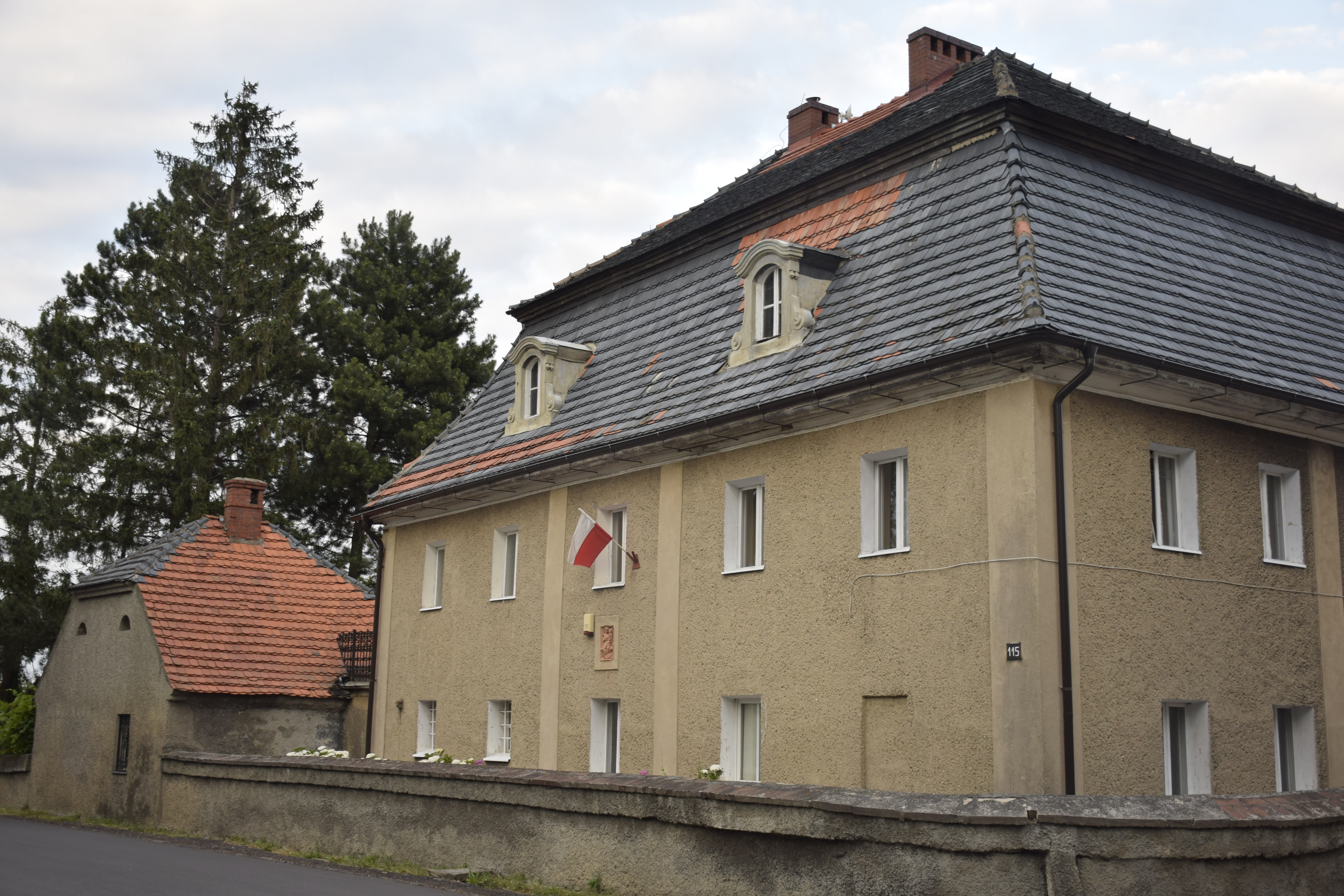
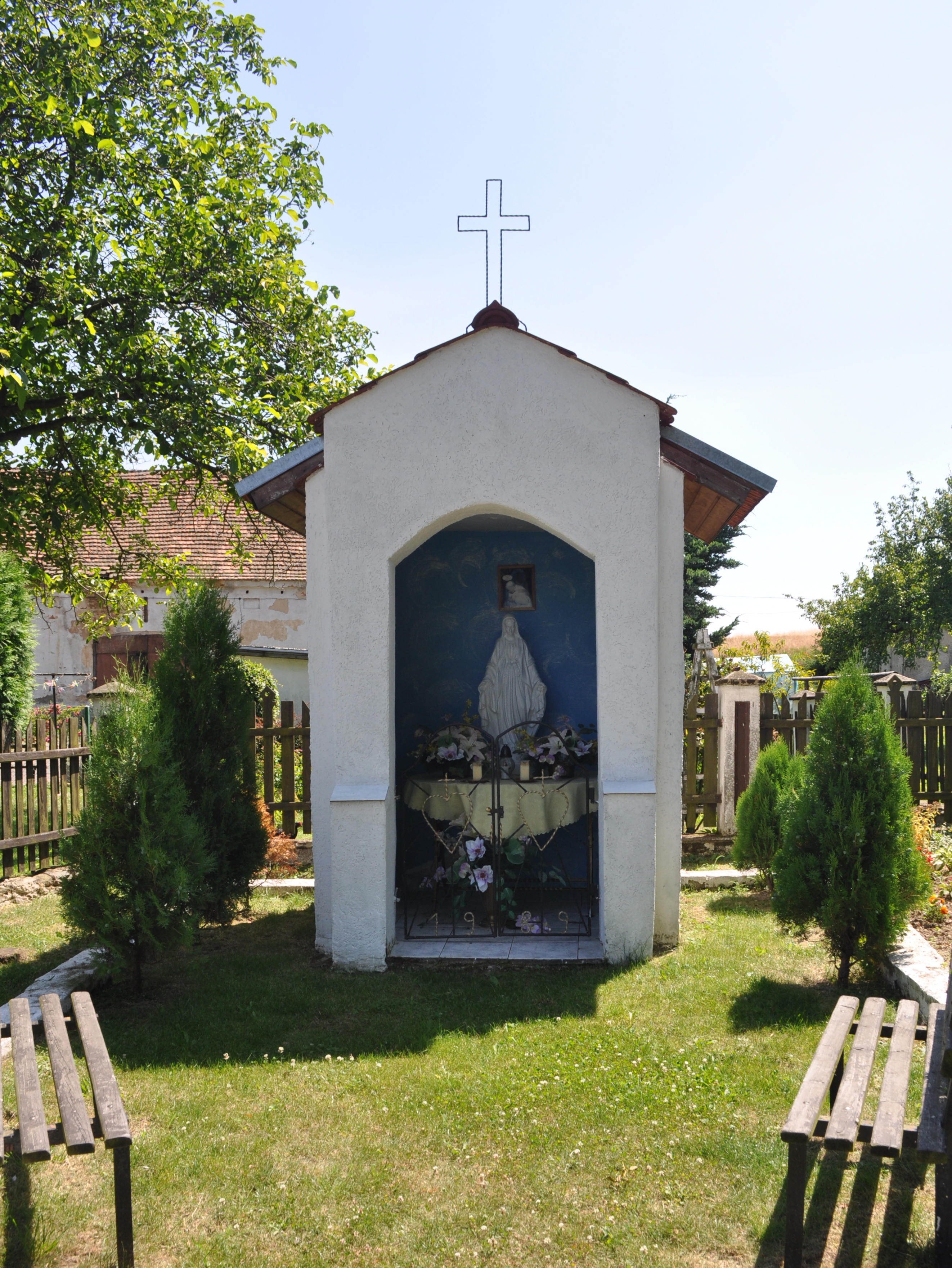
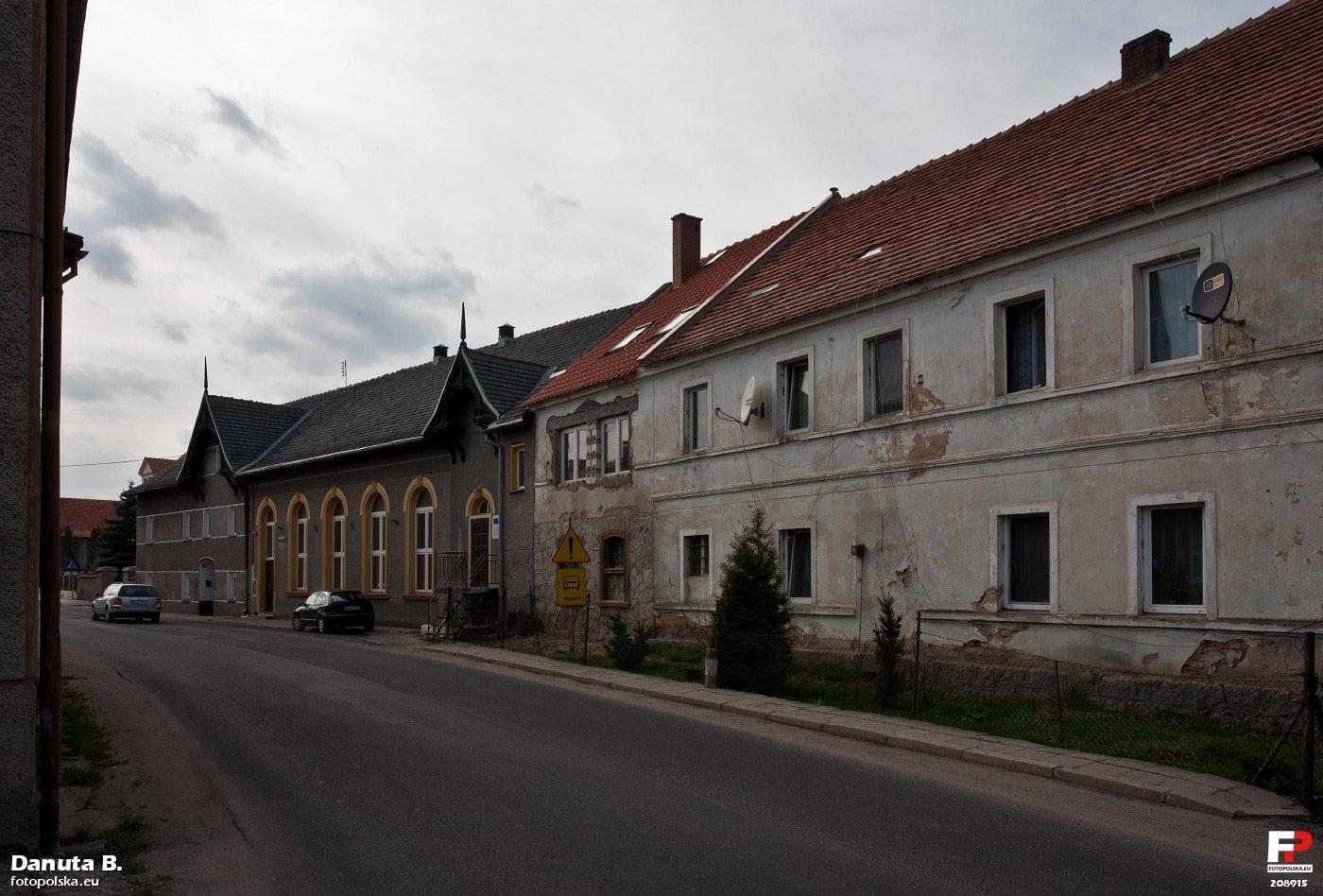